# Bulbophyllum auriculatum
Bulbophyllum auriculatum là một loài phong lan thuộc chi Bulbophyllum.